# South Northamptonshire
South Northamptonshire es un distrito no metropolitano del condado de Northamptonshire (Inglaterra). Tiene una superficie de 634,02 km². Según el censo de 2001, South Northamptonshire estaba habitado por 79 293 personas y su densidad de población era de 125,06 hab/km².

## Localidades
- Abthorpe
- Adstone
- Aston le Walls
- Eydon